# Marguerite Cousinet
Pour les articles homonymes, voir Cousinet.
Marguerite Cousinet, née le 18 novembre 1886 dans le 13e arrondissement de Paris et morte le 8 décembre 1970 à Épinay-sur-Orge, est une sculptrice française. Elle est inhumée à Bannalec, Finistère.

## Biographie
Élève d'Antoine Bourdelle, elle expose au Salon des Tuileries de 1929 un bronze nommé Portrait de Mme Germaine P..